# Геосинклинала
Геосинклинале су раније дефинисане као линеарно издужени и покретљиви делови Земљине коре, прекривени морском водом. Одликују се високом мобилношћу, снажним геодинамичким напрезањима, знатном дебљином седимената (10—20 km), рашчлањеношћу и знатном пропустљивошћу Земљине коре, што се изражава снажним магматизмом, метаморфизмом и сеизмичком активношћу. 
С обзиром да су геосинклинални простори тесно у вези са дубинским раседима, карактеришу их, поред високе мобилности, јако изражене магнетске и гравитационе аномалије и знатан топлотни проток. Грађа и дебљина Земљине коре и горњег дела омотача у пределима геосинклинала знатно варирају. У почетку еволуције, геосинклинале се одликују преовлађујућим покретима тоњења и интензивном седиментацијом. После ове фазе наступа други стадијум развоја геосинклинала, када преовлађују процеси убирања и издизања, тј. наступа прелазак геосинклинале у ороген (планински венац), чија тектонска активност са временом слаби. Орогене структуре се формирају, пре свега, дејством потисака од релативно стабилних континенталних блокова (кратона).
Теорија о геосинклиналама је до пре неколико деценија била једна од најзначајнијих теорија о структури и еволуцији Земљине коре. Појам геосинклинала први су увели у геолошку литературу амерички геолози Џ. Хал и Џ. Дана. 
Сада је, у геолошкој литератури опште прихваћена теорија о тектоници плоча. Теорија о геосинклиналама наводи се због тога што се у литератури из области геологије и даље могу наћи појмови везани за њу.